# Андре Бураковскі
Андре Бураковскі (швед. André Burakovsky, нар. 9 лютого 1995, Клагенфурт-ам-Вертерзе) — шведський хокеїст, крайній нападник клубу НХЛ «Чикаго Блекгокс». Гравець збірної команди Швеції.
Володар Кубка Стенлі.
Син відомого в минулому хокеїста Роберта Бураковскі.

## Ігрова кар'єра
Хокейну кар'єру розпочав на батьківщині 2010 року виступами за команду «Мальме Редгокс». У складі останньої дебютував у дорослих змаганнях у віці 16 років.
2013 року був обраний на драфті НХЛ під 23-м загальним номером командою «Вашингтон Кепіталс».
4 вересня 2013 року Бураковскі підписав трирічний контракт початкового рівня з «Кепіталс». Згодом приєднався до команди Хокейної ліги Онтаріо «Ері Оттерс».

### «Вашингтон Кепіталс»
9 жовтня 2014 року, Андре абив свій перший гол у дебютному матчі НХЛ у матчі проти «Монреаль Канадієнс». Він став другим найшвидшим гравцем «Кепіталс», який забив свій перший гол у кар'єрі в НХЛ, і 13-м гравцем «столичних», який забив у своєму дебютному матчі в НХЛ. У сезоні 2015–16 років, швед зіграв у 79 іграх, забив 17 голів і зробив 21 результативну передачу.
22 січня 2017 року, в матчі проти «Даллас Старс» відзначився голом у четвертій грі поспіль. Останнім гравцем, якому це вдалося, був Джонатан Чічу в сезоні НХЛ 2007–08.
4 липня 2017 року, Бураковскі підписав дворічний контракт з «Вашингтон Кепіталс». 24 жовтня 2017 року, Андре знадобилася операція на великому пальці після травми, отриманої в грі проти «Флорида Пантерс», очікувалося, що він пропустить від шести до восьми тижнів. 8 грудня 2017 року, він повернувся до складу «столичних», пропустивши 20 матчів.
Через травму швед пропустив матчі першого раунду плей-оф Кубка Стенлі 2018 року. У сьомій грі проти «Тампа-Бей Лайтнінг» Бураковскі двічі відзначився голами, пробивши воротаря Андрія Василевського та вивівши «Кепіталс» до фіналу Кубка Стенлі. 7 червня 2018 року «Вашингтон Кепіталс» здобув перемогу у серії над «Вегас Голден Найтс».

### «Колорадо Аваланч»
28 червня 2019 року, шведа обміняли до клубу «Колорадо Аваланч». 15 липня сторони уклали однорічну угоду. 3 жовтня дебютував за «Аваланч» у матчі проти «Калгарі Флеймс», записавши до свого активу результативну передачу. 4 лютого 2020 року, Андре набрав рекордні чотири очки (1 гол, 3 передачі) у грі проти «Баффало Сейбрс».
10 жовтня 2020 року, як обмежено вільний агент, Бураковскі підписав дворічний контракт з «Аваланч». 26 лютого 2021 року, швед провів свій 400-й матч у НХЛ у переможній грі 3–2 над командою «Аризона Койотс». 10 травня 2021 року, записав до свого активу 100-й гол у кар'єрі.
12 грудня 2021 року, Бураковскі оформив свій перший хет-трик у кар'єрі в грі проти «Флорида Пантерс». У плей-оф 2022 року «Колорадо Аваланч» розгромили у першому раунді «Нашвілл Предаторс», у другому раунді перемогли «Сент-Луїс Блюз». У фіналі Західної конференції обіграли в суху «Едмонтон Ойлерз» та вийшли до фіналу Кубка Стенлі. Це був другий фінал Кубка Стенлі в кар'єрі шведа. За підсумками фіналу «Аваланч» переграв «Тампа-Бей Лайтнінг».

### «Сіетл Кракен»
13 липня 2022 року, Бураковскі на праваз вільного агента підписав п'ятирічний контракт з клубом «Сіетл Кракен». 7 лютого 2023 року отримав травму, порвав паховий м'яз, що призвело до завчасного завершення сезону.
У сезоні 2023–24 Андре також пропустив половину матчів через травму.

### «Чикаго Блекгокс»
Після завершення сезону 2024–25 років, шведа обміняли до клубу «Чикаго Блекгокс».

## Виступи у збірній
У складі юніорської збірної Швеції срібний призер чемпіонату світу 2012 року.
Був гравцем молодіжної збірної Швеції, у складі якої брав участь у 7 іграх.
У складі збірної команди Швеції бронзовий призер чемпіонату світу 2024 року.

## Досягнення
- Володар Кубка Стенлі в складі «Вашингтон Кепіталс» — 2018[34]
- Володар Кубка Стенлі в складі «Колорадо Аваланч» — 2022[35]

## Статистика

### Клубні виступи
| Сезон        | Клуб                 | Ліга            | Регулярний сезон | Регулярний сезон | Регулярний сезон | Регулярний сезон | Регулярний сезон | Плей-оф | Плей-оф | Плей-оф | Плей-оф | Плей-оф |
| Сезон        | Клуб                 | Ліга            | І                | Г                | П                | О                | ШХ               | І       | Г       | П       | О       | ШХ      |
| ------------ | -------------------- | --------------- | ---------------- | ---------------- | ---------------- | ---------------- | ---------------- | ------- | ------- | ------- | ------- | ------- |
| 2010–11      | «Мальме Редгокс»     | Ю18             | 12               | 4                | 3                | 7                | 2                | —       | —       | —       | —       | —       |
| 2010–11      | «Мальме Редгокс»     | Ю18             | 15               | 4                | 6                | 10               | 4                | —       | —       | —       | —       | —       |
| 2011–12      | «Мальме Редгокс»     | Ю18             | 9                | 6                | 8                | 14               | 14               | 4       | 2       | 4       | 6       | 0       |
| 2011–12      | «Мальме Редгокс»     | Ю20             | 42               | 17               | 25               | 42               | 43               | 5       | 1       | 4       | 5       | 2       |
| 2011–12      | «Мальме Редгокс»     | Аллсвенскан     | 10               | 0                | 1                | 1                | 0                | 3       | 0       | 0       | 0       | 0       |
| 2012–13      | «Мальме Редгокс»     | Ю18             | 1                | 2                | 2                | 4                | 0                | —       | —       | —       | —       | —       |
| 2012–13      | «Мальме Редгокс»     | Ю18 Аллсвенскан | 2                | 4                | 2                | 6                | 2                | 4       | 3       | 3       | 6       | 0       |
| 2012–13      | «Мальме Редгокс»     | Ю20             | 13               | 3                | 4                | 7                | 8                | 3       | 1       | 2       | 3       | 8       |
| 2012–13      | «Мальме Редгокс»     | Аллсвенскан     | 43               | 4                | 7                | 11               | 8                | —       | —       | —       | —       | —       |
| 2013–14      | «Ері Оттерс»         | ОХЛ             | 57               | 41               | 46               | 87               | 35               | 14      | 10      | 3       | 13      | 2       |
| 2014–15      | «Вашингтон Кепіталс» | НХЛ             | 53               | 9                | 13               | 22               | 10               | 11      | 2       | 1       | 3       | 0       |
| 2014–15      | «Герші Берс»         | АХЛ             | 13               | 3                | 4                | 7                | 6                | 1       | 1       | 0       | 1       | 0       |
| 2015–16      | «Вашингтон Кепіталс» | НХЛ             | 79               | 17               | 21               | 38               | 12               | 12      | 1       | 0       | 1       | 6       |
| 2016–17      | «Вашингтон Кепіталс» | НХЛ             | 64               | 12               | 23               | 35               | 14               | 13      | 3       | 3       | 6       | 2       |
| 2017–18      | «Вашингтон Кепіталс» | НХЛ             | 56               | 12               | 13               | 25               | 27               | 13      | 2       | 4       | 6       | 4       |
| 2018–19      | «Вашингтон Кепіталс» | НХЛ             | 76               | 12               | 13               | 25               | 14               | 7       | 1       | 1       | 2       | 0       |
| 2019–20      | «Колорадо Аваланч»   | НХЛ             | 58               | 20               | 25               | 45               | 22               | 15      | 7       | 10      | 17      | 4       |
| 2020–21      | «Колорадо Аваланч»   | НХЛ             | 53               | 19               | 25               | 44               | 10               | 10      | 1       | 3       | 4       | 4       |
| 2021–22      | «Колорадо Аваланч»   | НХЛ             | 80               | 22               | 39               | 61               | 18               | 12      | 3       | 5       | 8       | 2       |
| 2022–23      | «Сіетл Кракен»       | НХЛ             | 49               | 13               | 26               | 39               | 14               | —       | —       | —       | —       | —       |
| 2023–24      | «Сіетл Кракен»       | НХЛ             | 49               | 7                | 9                | 16               | 14               | —       | —       | —       | —       | —       |
| 2024–25      | «Сіетл Кракен»       | НХЛ             | 79               | 10               | 27               | 37               | 12               | —       | —       | —       | —       | —       |
| Усього в НХЛ | Усього в НХЛ         | Усього в НХЛ    | 696              | 153              | 234              | 387              | 167              | 93      | 20      | 27      | 47      | 22      |

### Збірна
| Рік                | Команда            | Турнір             | Місце              | І  | Г  | П  | О  | ШХ |
| ------------------ | ------------------ | ------------------ | ------------------ | -- | -- | -- | -- | -- |
| 2011               | Швеція             | МІГ18              | 2                  | 5  | 2  | 1  | 3  | 0  |
| 2012               | Швеція             | U17                | 4-е                | 6  | 4  | 4  | 8  | 4  |
| 2012               | Швеція             | ЮЧС                | 2                  | 6  | 0  | 3  | 3  | 0  |
| 2012               | Швеція             | МІГ18              | 3                  | 5  | 3  | 3  | 6  | 16 |
| 2013               | Швеція             | ЮЧС                | 5-е                | 5  | 4  | 1  | 5  | 4  |
| 2014               | Швеція             | МЧС                | 2                  | 7  | 3  | 4  | 7  | 0  |
| 2016               | Швеція             | ЧС                 | 6-е                | 3  | 1  | 0  | 1  | 12 |
| 2024               | Швеція             | ЧС                 | 3                  | 10 | 4  | 7  | 11 | 0  |
| Молодіжна збірна   | Молодіжна збірна   | Молодіжна збірна   | Молодіжна збірна   | 34 | 16 | 16 | 32 | 24 |
| Національна збірна | Національна збірна | Національна збірна | Національна збірна | 13 | 5  | 7  | 12 | 12 |